# 陸敏全
陸敏全（りく びんぜん、陆敏全、1999年4月26日 - ）は、中国の囲碁棋士。湖北省武漢市出身、中国囲棋協会所属、六段。全国囲棋個人戦2位、呉清源杯世界女子囲碁選手権ベスト8など。

## 経歴
5歳で囲碁を学ぶ。その後北京の葛玉宏囲碁将棋道場で4年間学ぶ。2008年に全国少年囲棋戦児童女子部で準優勝。2014年に黄河杯アマチュア囲棋戦の女子部門優勝。同年初段、全国囲棋個人戦で4位入賞、国家囲棋隊入り。
2015年に女子甲級リーグに蕪湖チームで出場、全国智力運動会の女子早碁部門で準優勝。2016年二段。2017年に黄竜士精鍛科技杯世界女子囲棋団体戦に出場し2人抜き、IMSAエリートマインドゲームズに出場し団体戦と男女ペア戦で準優勝、三段。2018年に呉清源杯世界女子囲碁選手権でベスト8、国手山脈杯国際囲棋戦ペア碁戦優勝、全国女子個人戦2位、四段。2019年五段。2021年六段。
2023年甲級リーグでは最多勝、2024年は成都チームで優勝。2018年には韓国女子囲碁リーグにも出場。中国棋士ランキングでは2023年88位

### 主な棋歴
国際棋戦
- 呉清源杯世界女子囲碁選手権 2018、20、22年ベスト8
- 穹窿山兵聖杯世界女子囲碁選手権 2018、19年ベスト8
- 国手山脈杯国際囲棋戦 2018年ペア碁戦 優勝（李昌鎬とペア）
- 黄竜士精鍛科技杯世界女子囲棋団体戦
  - 2017年 2-1（○金侖英、○王景怡、×呉政娥）
  - 2019年 1-1（○呉侑珍、×崔精）
  - 2024年 中国姜堰黄竜士杯世界女子囲棋選手権7位
- おかげ杯国際新鋭対抗戦 2018年準優勝（○蘇聖芳、○呉侑珍、○謝依旻、決勝戦 ×呉侑珍）
- 湖盤杯ソウル新聞世界女子囲碁覇王戦 2022年 0-1（×上野愛咲美）

国内棋戦
- 中国女子囲棋名人戦 2024年挑戦者
- 中国女子囲棋名手戦 2024年準優勝
- 全国囲棋個人戦 2014年4位、2016年3位、2018年2位、2024年2位
- 全国智力運動会
  - 2015年プロ女子快棋戦 準優勝
  - 2019年男女ペア戦優勝（范蘊若とペア）
  - 2023年男女ペア戦4位（党毅飛とペア）
- 昌江棋子湾中国囲棋冠軍招待戦 2017年 準優勝
- 中国女子囲棋甲級リーグ戦
  - 2015年（蕪湖華益閥門）4-8
  - 2016年（厦門観音山）10-7
  - 2017年（厦門観音山）12-6
  - 2018年（厦門観音山）12-6
  - 2019年（厦門観音山）12-6
  - 2020年（厦門観音山）13-4
  - 2021年（厦門観音山）15-3
  - 2023年（成都懿錦控股）15-3、最多勝
  - 2024年（成都銀行、優勝）11-6

その他
- 韓国女子囲碁リーグ
  - 2018年（ソウル富光薬品）5-3

## 注
1. ↑  新浪网「4月26日丨祝童梦成陆敏全生日快乐」2022.4.26
2. ↑   アーカイブ 2017年8月23日 - ウェイバックマシン，《棋事》专访陆敏全：努力超越做最好的自己